# Jovan Mijatović
Jovan Mijatović (srbskou cyrilicí Јован Мијатовић; * 11. července 2005 Bělehrad) je srbský fotbalista, který je od roku 2025 na hostování v belgickém OH Leuven z amerického New York City FC. Srbsko reprezentoval v kategoriích do 17 a 19 let, od roku 2024 hraje za reprezentaci do 21 let.

## Klubová kariéra
Je absolventem fotbalové akademie Crvené Zvezdy. Na jaře roku 2021 utrpěl vážné zranění kolena, kvůli kterému musel několik měsíců vynechat zápasy. V sezóně 2021/22 pomohl mládežnickému týmu Crvené hvězdy k zisku mistrovského titulu. Od července do září 2022 by na hostování v Grafičaru Bělehrad, vstřelil 5 gólů v 8 zápasech. V září se vrátil do Crvené Zvezdy a byl povýšen do A-týmu, kde obdržel dres s číslem 9, který dříve nosil Milan Pavkov. Dne 13. října 2022 debutoval za A-tým Crvené Zvezdy v zápase Evropské ligy proti Ferencvárosi. 30. října debutoval v srbské Superlize v zápase proti Kolubarě. 16. prosince 2023 vstřelil hattrick v zápase proti Spartaku Subotica. 
19. února 2024 přestoupil do amerického klubu New York City FC. V první americké lize debutoval dne 24. února v úvodním kole sezóny proti Charlotte, nastoupil v 61. minutě jako náhradník za Juliana Fernandeze. 
Dne 31. ledna 2025 byl poslán na hostování do OH Leuven do konce sezóny 2024/25. Debutoval dne 16. února 2025 proti FCV Dender.